# Teng Pi-cheng
Teng Pi-cheng (鄧碧珍T, Dèng BìzhēnP; 15 dicembre 1964) è un'ex cestista taiwanese.

## Carriera
Con Taiwan ha disputato i Campionati mondiali del 1994.